# Laufersweiler
Laufersweiler est une municipalité du Verbandsgemeinde Kirchberg, dans l'arrondissement de Rhin-Hunsrück, en Rhénanie-Palatinat, dans l'ouest de l'Allemagne.

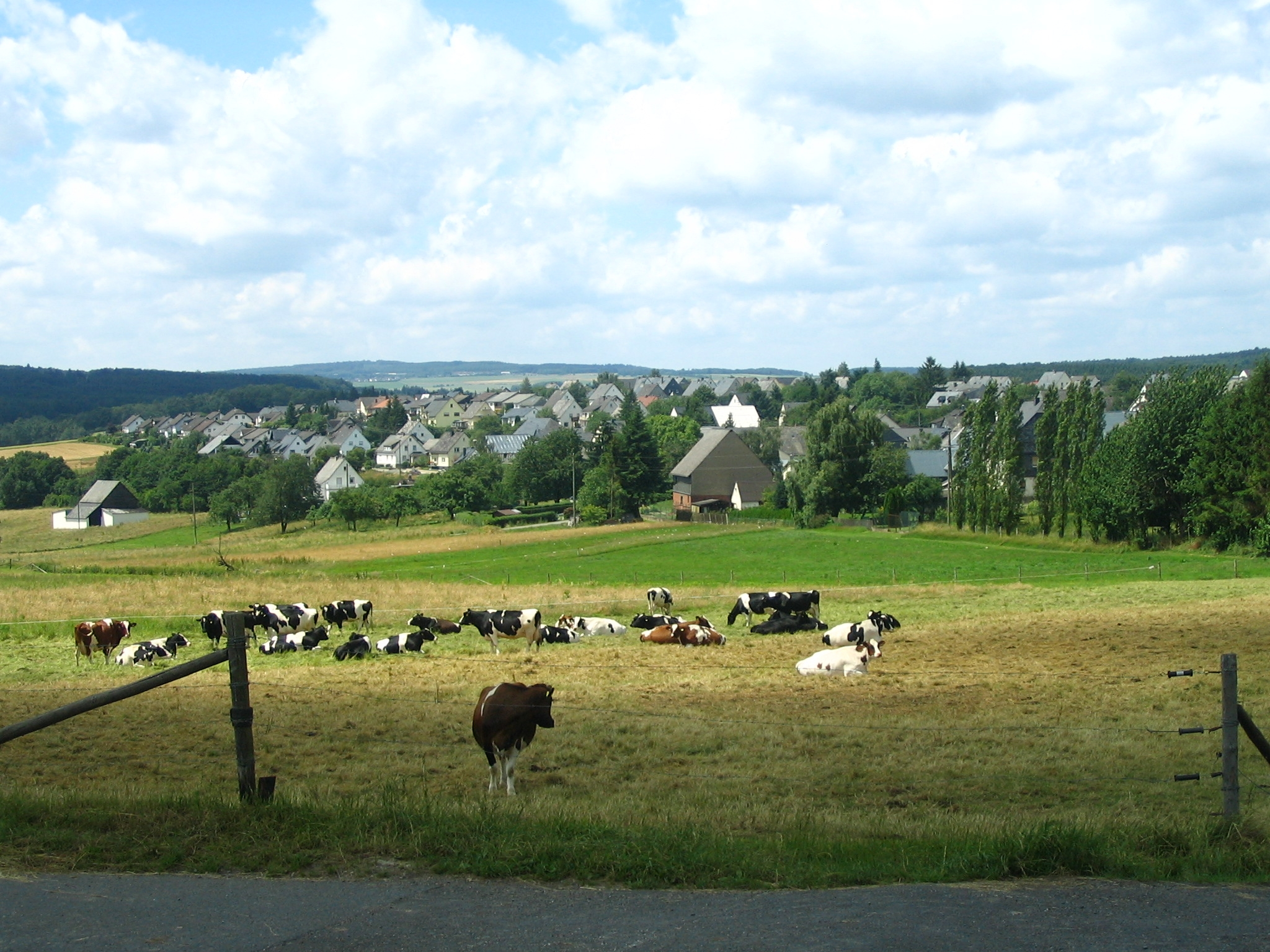
Vue sur le village à partir du sud-est.
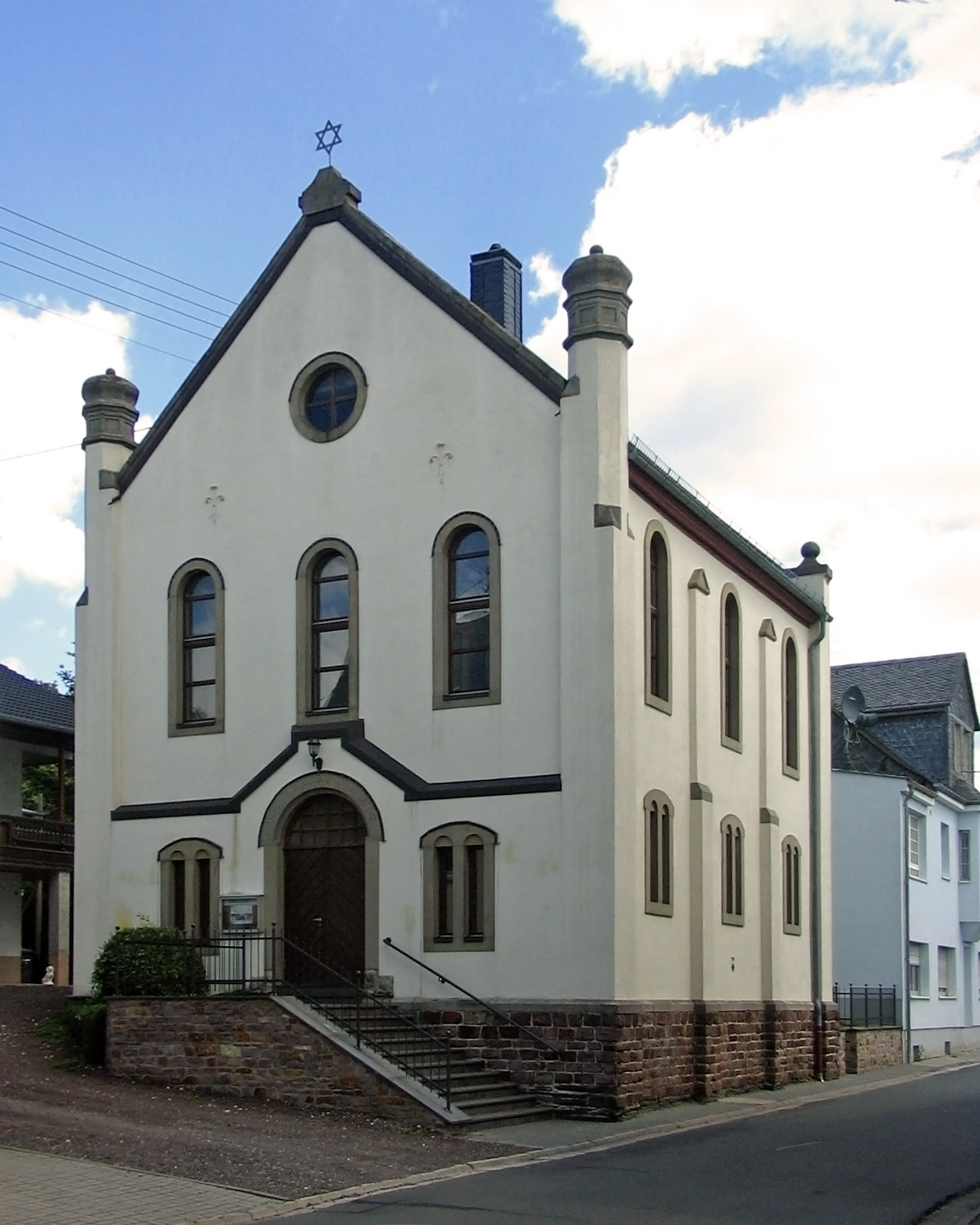
Synagogue de Laufersweiler.